# Porer (Bale)
Porer (Porerić) je hrid uz zapadnu obalu Istre, rta Datula i rta Barbarige, oko 1,5 km od kopna. Pripada Općini Bale.
Površina hridi je 2445 m2, a visina 4 metra.